# Połączone Siły NATO Europy Południowej
Połączone Siły NATO Europy Południowej (ang. Allied Forces South Europe – AFSOUTH) – jest to jedno z dwóch regionalnych dowództw NATO, obok Połączonych Sił NATO Europy Północnej (AFNORTH). Główna siedziba AFSOUTH znajduje się w Neapolu we Włoszech. Jej dowódcą jest czterogwiazdkowy generał ze Stanów Zjednoczonych.
AFSOUTH kontroluje wojska NATO na terytorium i w przestrzeni powietrznej obejmującej Grecję, Węgry, Włochy, Hiszpanię i Turcję, oraz Morze Śródziemne, Morze Czarne, Morze Adriatyckie, Atlantyk w okolicy Cieśniny Gibraltarskiej oraz Wysp Kanaryjskich. AFSOUTH oddzielone jest od terenu znajdującego się pod kontrolą AFNORTH przez dwa nienależące do NATO państwa: Austrię i Szwajcarię.
AFSOUTH dowodzi również misją KFOR w Kosowie.
15 marca 2004 rozwiązano Dowództwo Połączonych Sił Sojuszniczych Europy Południowej AFSOUTH i utworzono Allied Joint Force Command Headquarters Naples (JFC HQ NAPLES)